# Tonpa Shenrab Miwoche

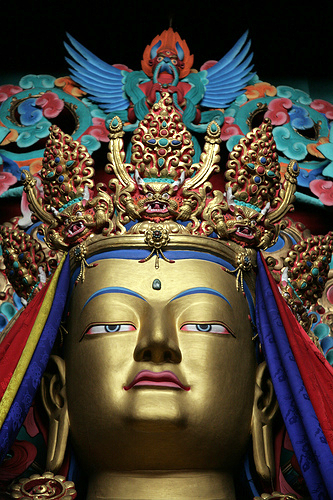
Tonpa Shenrab

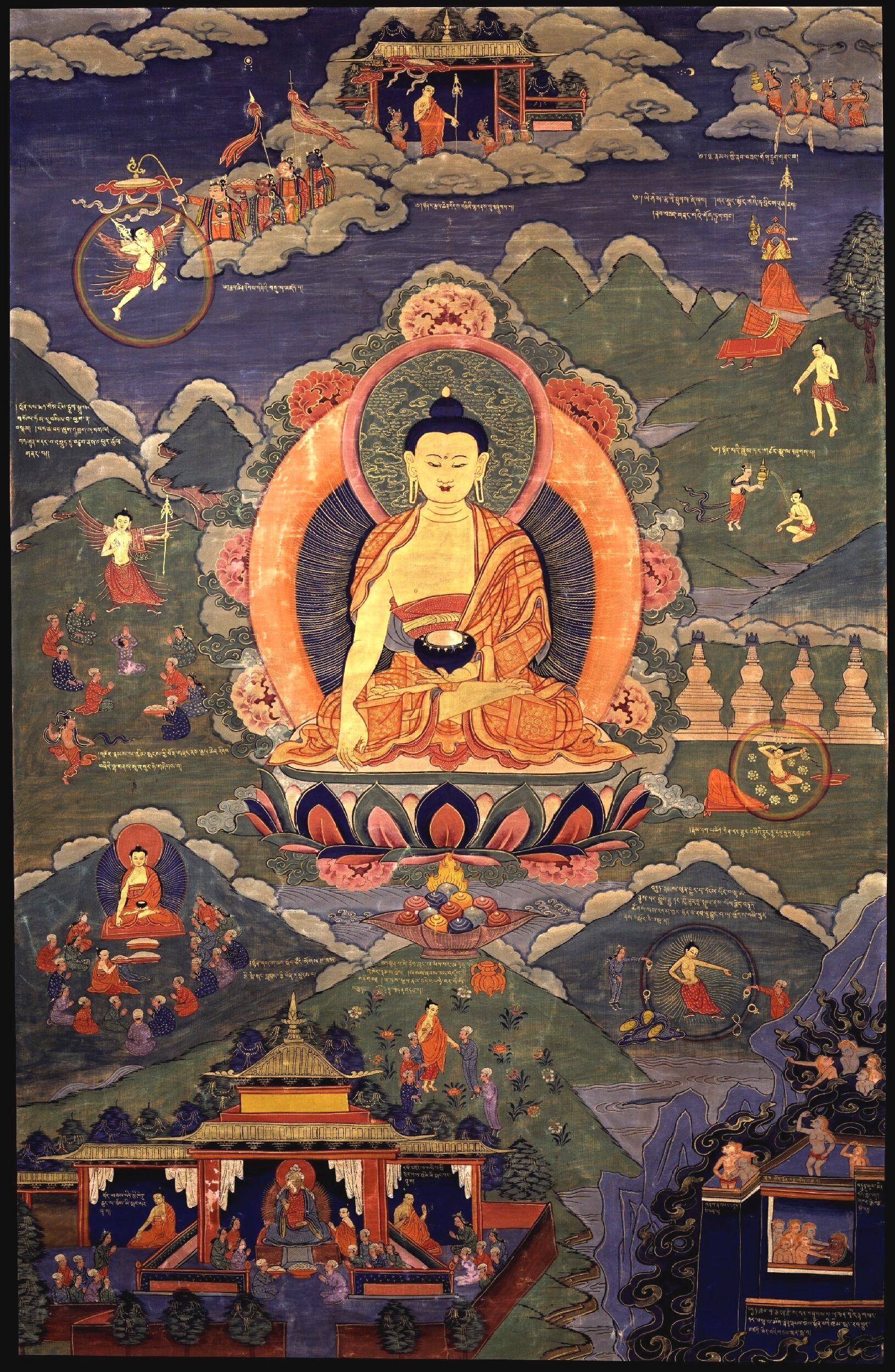
Tonpa Shenrab life story, 19th-century painting, Rubin Museum of Art

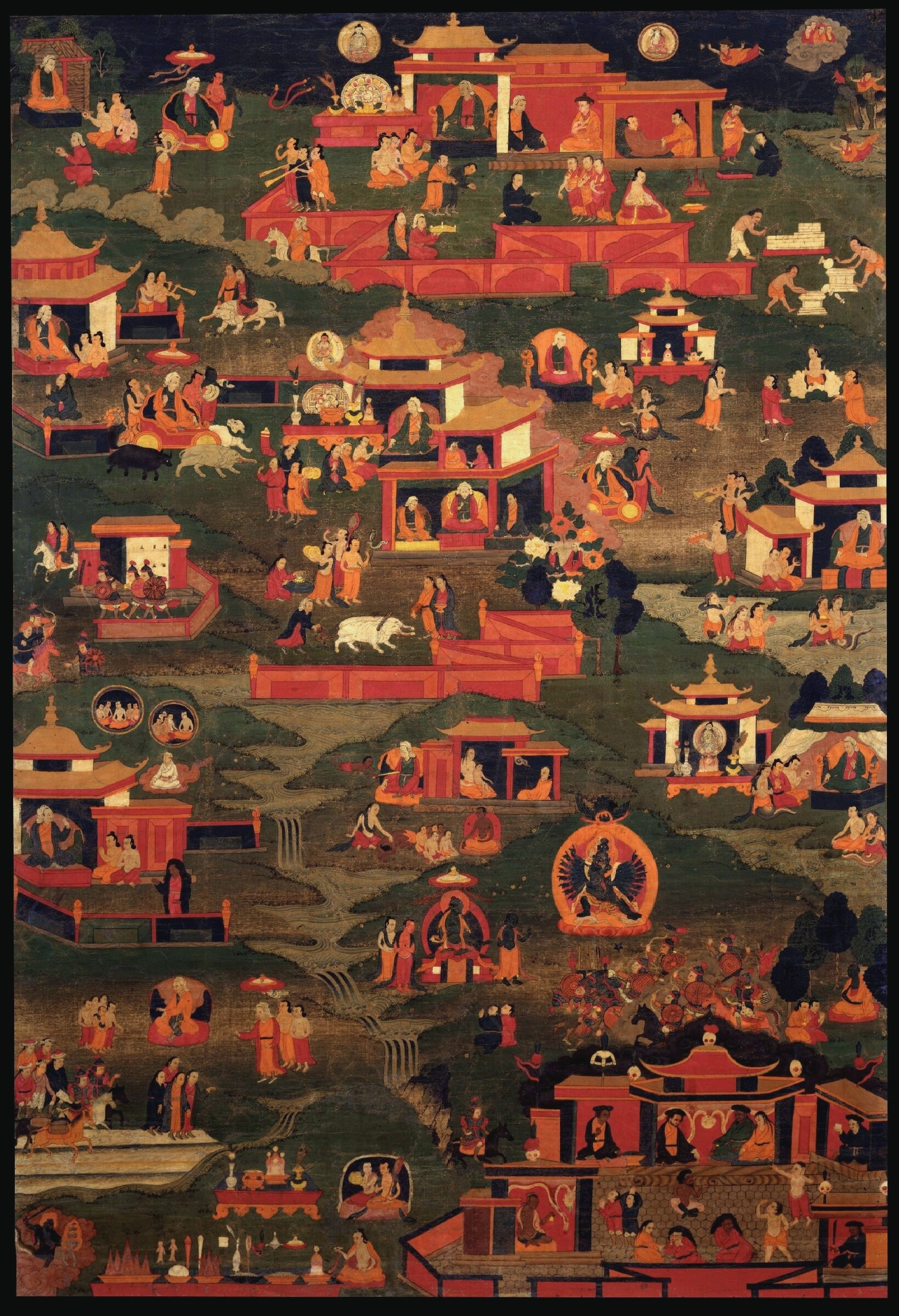
Tonpa Shenrab life story, 19th-century painting, Rubin Museum of Art

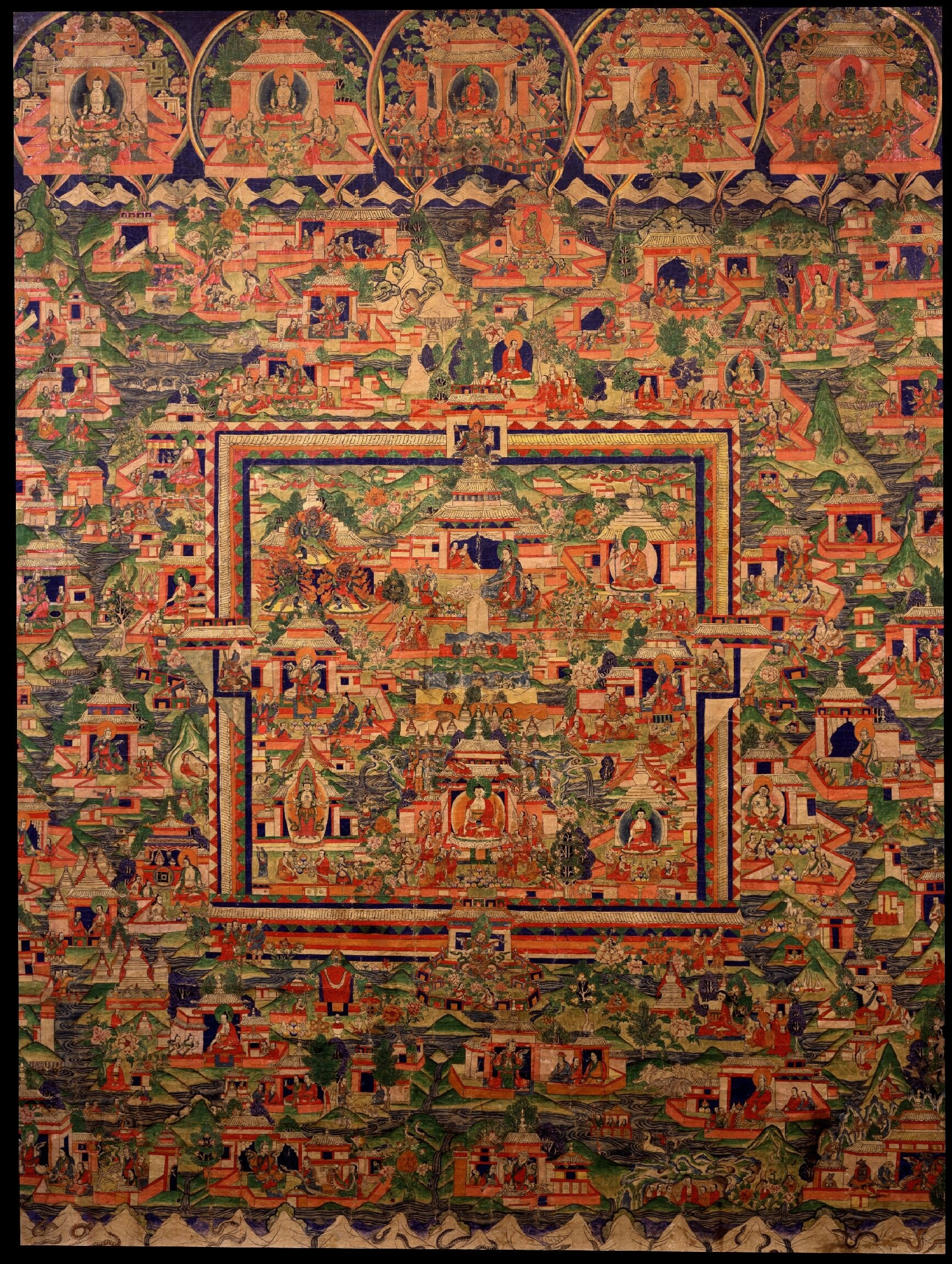
Olmo Lung Ring, homeland of Tonpa Shenrab Miwo, 19th-century painting, Rubin Museum of Art

Tonpa Shenrab (Wylie: ston pa gshen rab, "Maestro gShenrab") o Shenrab Miwo (Wylie: gshen rab mi bo)—anche chiamato il Buddha Shenrab, Guru Shenrab e con diversi altri titoli — è il fondatore della tradizione Bön del Tibet.
(Karmey, Samten G., A General Introduction to the History and Doctrines of Bön, (1975), pp. 175-176. Memoirs of the Research Department of the Toyo Bunko, No. 33. Tokyo.)
La sua storia è stata rivelata in un terma (tibetano: གཏེར་མ་, Wylie: gter-ma, lett. "Tesoro nascosto") di Loden Nyingpo.

## Etimologia
Il nome Shenrab Miwo è un'espressione in zhang-zhung (Tibetano: ཞང་ཞུང་, Wylie: zhang zhung), lingua sinotibetana estinta, parlata in una parte non ancora precisata di quello che ora è il Tibet occidentale (Žaṅ žuṅ secondo G. Tucci) e imparentata con il tibetano antico. Molte sono le ipotesi fatte circa il significato dell'espressione, la più attendibile è che sia l'equivalente, nella lingua zhang-zhung, di "bodhisattva" (equivalente al tibetano shégya sempa; Wylie: shes rgya sems dpa').

## Vita di Shenrab secondo le tradizioni Bön
Secondo il terma Bön, Tonpa Shenrab è anteriore a Gautama Buddha. Si sostiene che Tonpa Shenrab prima studiò la dottrina Bön nella "terra di Olmo Lungring" (Tagzig Olmo Lung Ring), dopodiché fece voto a Shenlha Okar, dio della compassione, di guidare le genti di questo mondo verso la liberazione.
Come Gautama, egli era di stirpe reale e all'età di trentun anni rinunciò all'eredità per intraprendere il sentiero dell'illuminazione, adottando una vita di rinunce e austerità.
Diffuse la dottrina Bön finché raggiunse finalmente la terra di Zhangzhung, ritenuta essere nei pressi del Monte Kailash.
Cronache della vita di Tonpa Shenrab si trovano in tre fonti principali: Dodü (Wylie: mdo 'dus), Zermik (Wylie: gzer mig), e Ziji (Wylie: gzi brjid). La prima e la seconda si sostiene siano terma scoperti da tertön nel X o XI secolo; il terzo fa parte della tradizione orale (Wylie: snyan brgyud) trasmessa da maestro a discepolo.

## I Quattro Portali e il Quinto, il Tesoro
Le dottrine insegnate da Tonpa Shenrab sono generalmente classificate in vari modi, due dei quali sono i più comuni. Nel primo, I Quattro Portali e il Quinto, il Tesoro (sgo bzhi mdzod lnga): 
- Acqua Bianca (chab dkar) tratta di materie esoteriche;
- Acqua Nera (chab nag) riguarda narrazioni, magia, riti funebri e rituali diversi;
- Terra di Phan ('phan yul) codifica regole monastiche e interpretazioni filosofiche;
- Guida Divina (dpon gsas) tramanda gli insegnamenti della Dzogchen; e per finire:
- Tesoro (mtho thog), funge da antologia degli argomenti salienti dei Quattro Portali.

## Le Nove Vie del Bön
La seconda classificazione, Nove Vie del Bön (Bön theg pa rim dgu), si configura come segue:
- Via della Predizione (phyva gshen theg pa), che codifica rituale, pronostici, sortilegi e astrologia;
- Via del Mondo Visivo (snang shen theg pa), che dettaglia l'Universo psicofisico;
- Via dell'Illusione ('phrul gshen theg pa), che spiega i riti per la dispersione di tulpa, entità ed energie avverse;
- Via dell Esistenza (srid gshen theg pa), che dettaglia funerali e rituali di morte;
- Via del Seguace Laico (dge bsnyen theg pa), che contiene i dieci principi per l'attività sana;
- Via del Monaco (drang srong theg pa), che codifica regole e disposizioni monastiche;
- Via del Suono Primordiale (a dkar theg pa), che traccia l'integrazione di un religioso di grado elevato nel mandala della massima illuminazione;
- Via dello Shen Primordiale, (ye gshen theg pa), che offre le linee guida per la ricerca di una vera maestria tantrica e gli obblighi (dam tshigs, paralleli al samaya sanscrito) che legano un discepolo al suo maestro tantrico; e per finire:
- Via della Suprema Condizione Naturale (bla med theg pa), ovvero la Via della Dzogchen.

Le nove vie possono anche essere classificate in tre gruppi:
- il gruppo Vie Causali (rgyu'i theg pa), che comprende le prime quattro soprastanti;
- il gruppo Vie Risultanti ('bras bu'i theg pa), che comprende quelle dalla quinta all'ottava; e:
- il gruppo Via Insuperabile ovvero Via della Dzogchen (khyad par chen po'i theg pa or rdzogs pa chen po, abbreviato in rdzogs chen), che è composto dalla nona.

## Il Canone Bön
Il Canone Bön comprende più di duecento volumi, classificati in quattro categorie: i Sutra (mdo), la Perfezione degli Insegnamenti della Saggezza ('bum), i Tantra (rgyud) e la Conoscenza (mdzod). In aggiunta il canone comprende materiale su rituali, arti e mestieri, logica, medicina, poesia e narrativa. La sezione "Conoscenza" riguardante cosmogonia e cosmologia, seppure per certi aspetti unica dei Bön, presenta una somiglianza più che fuggevole con le dottrine Nyingma (rnying ma).

## Aspetti di Shenrab Miwoche
Si dice che Shenrab Miwoche avesse tre aspetti o forme: quello del tulku (Wylie: sprul sku) o nirmaṇakāya, Shenrab Miwoche; quello dello dzokku (Wylie: rdzogs sku) o sambhogakāya, Shenlha Okar e quello del  bönku (Wylie: bön sku) o dharmakāya, Tapihritsa.